# دایره کورو
دایره کورو (به لاتین: Koro Cercle) یک منطقهٔ مسکونی در مالی است که در استان موپتی واقع شده‌است. دایره کورو ۱۰٬۹۳۷ کیلومتر مربع مساحت و ۳۶۱٬۹۴۴ نفر جمعیت دارد.